# استمالة
الاستمالة في القانون العام تعني محاولة التأثير على المحلف تأثيرًا مفسدًا لإصدار حكمه لصالح جانب في المحاكمة. قد يكون هذا عن طريق الوعد أو الإقناع أو التوسلات أو المال أو وسائل الترفيه وما شابه ذلك.